# Bilal
Bilal Sayeed Oliver (Germantown, 23 de agosto de 1979), mais conhecido como Bilal, é um cantor, compositor e produtor musical norte-americano.